# Jurowce (Subkarpaten)
Jurowce is een plaats in het Poolse district  Sanocki, woiwodschap Subkarpaten. De plaats maakt deel uit van de gemeente Sanok en telt 420 inwoners.

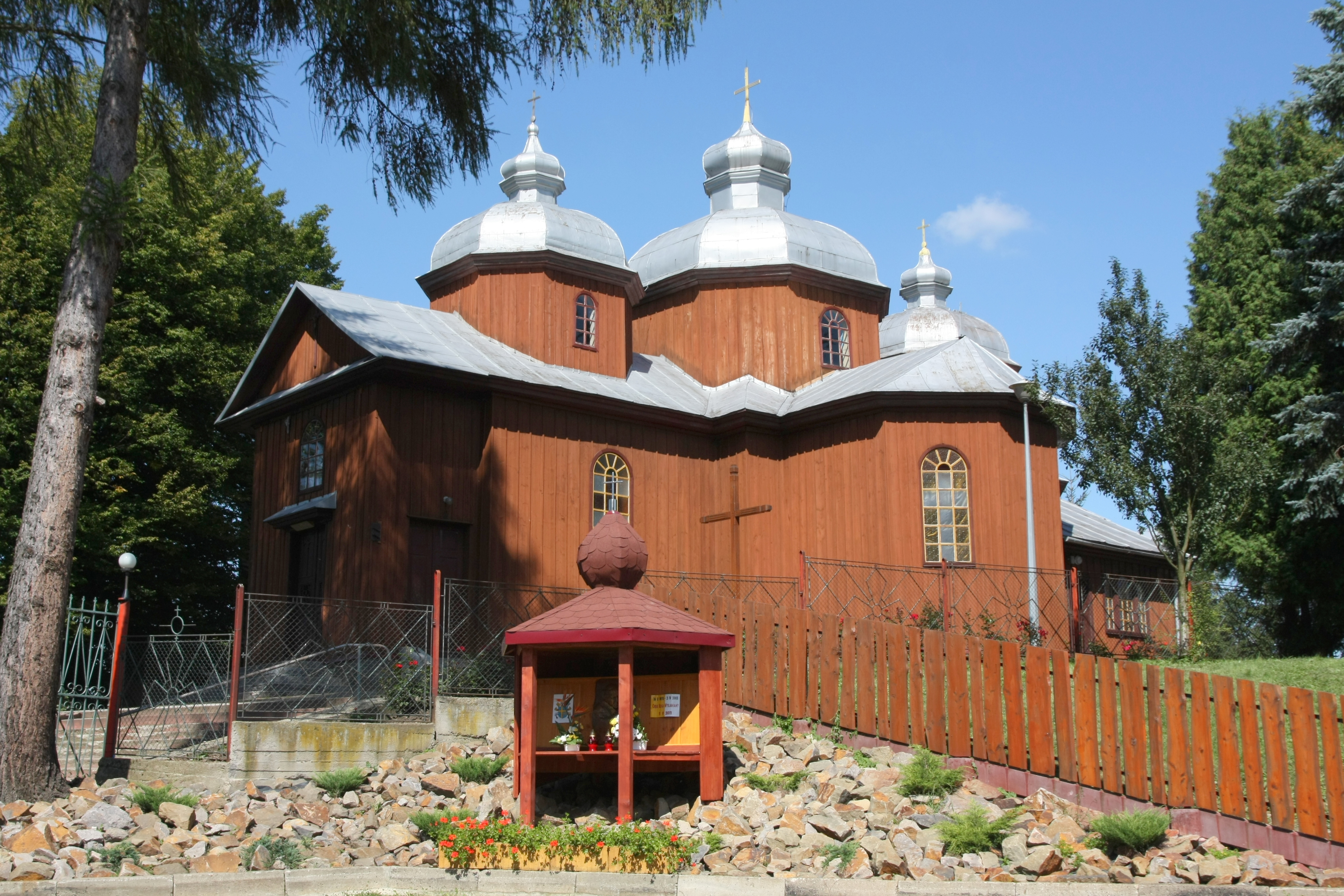
Kerk van Jurowce